# Matthes & Seitz Berlin
Der Verlag Matthes & Seitz Berlin ist ein seit 2004 bestehender deutscher Verlag.

## Geschichte

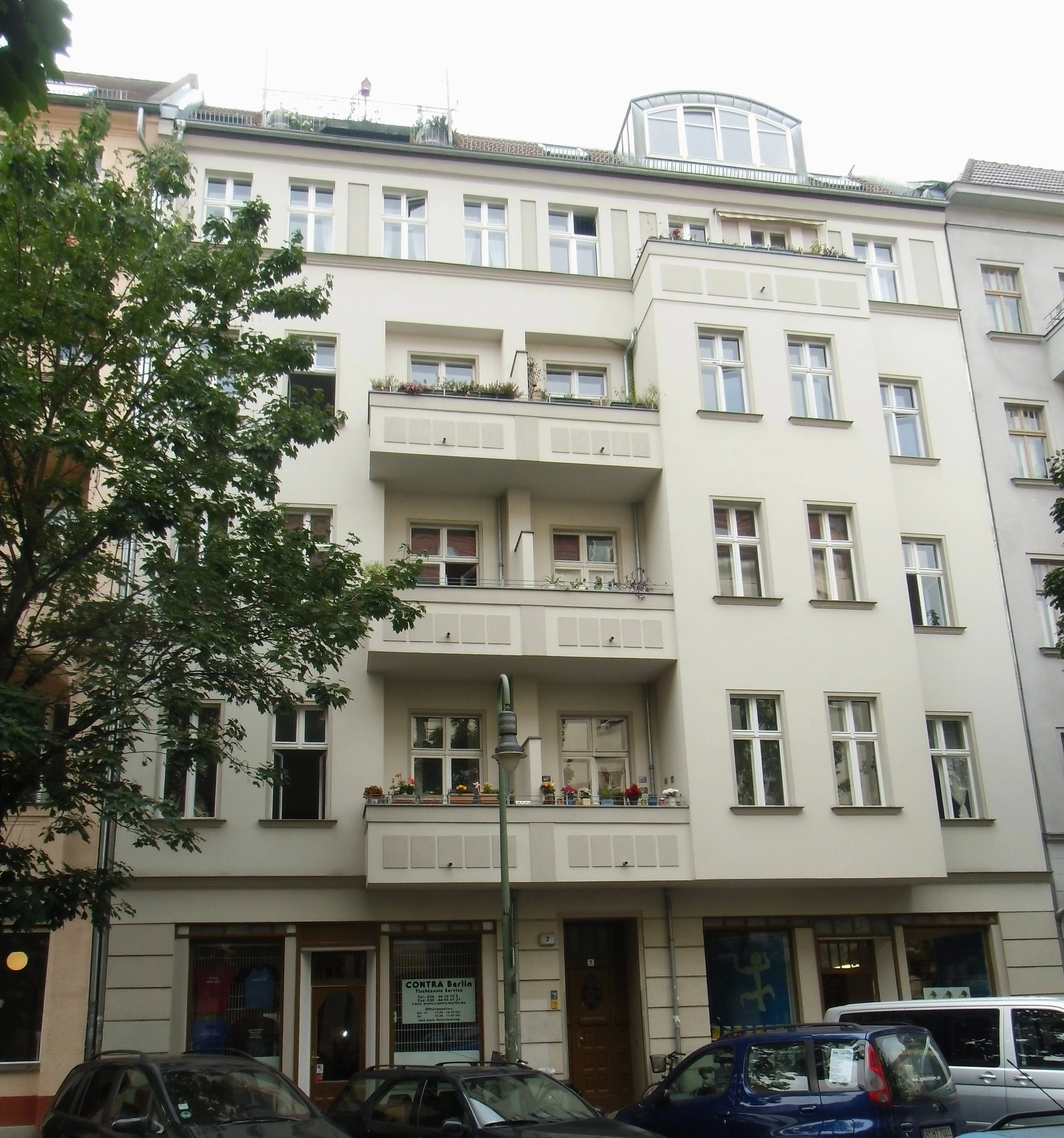
Der Verlagssitz in Berlin

2004 gründete Andreas Rötzer, der beim Verlag Matthes & Seitz in München als Buchhalter beschäftigt gewesen war, den Verlag in Berlin. Nach der Insolvenz des 1977 vom Verleger Axel Matthes und vom Grafiker Claus Seitz gegründeten Verlags entschied sich Rötzer mit einer Beteiligung von Ursula Haeusgen, der Betreiberin des Münchener Lyrik-Kabinetts, zur Gründung einer neuen GmbH, die Logo, Buchlager und Rechte unter dem abgewandelten Namen Matthes & Seitz Berlin fortführt. Der Verlagssitz ist im Erdgeschoss der Göhrener Straße 7 in Berlin, Prenzlauer Berg.

Das Verlagslogo seit 1977: Petroglyphe aus Gran Canaria

 Seit dem Januar 2021 ist der Berliner August Verlag ein Imprint von Matthes & Seitz, seit 2022 auch der Rohstoff Verlag.

## Programm
Das Programm aus dem „Niemandsland zwischen Wissenschaft und Kunst“ (so der Untertitel des Jahrbuchs Der Pfahl) wurde bestimmt durch heute noch lieferbare Werke der überwiegend französischen Autoren. Neben Antonin Artaud, Georges Bataille, Jean Baudrillard und Jean Giono finden sich aber auch Botho Strauß, Oswald Wiener oder Hans Jürgen von der Wense.
Seit seiner Neugründung in Berlin wurde der Verlag mehrfach ausgezeichnet. Er erweiterte sein Programm auf jährlich rund 100 Neuerscheinungen. Wichtige Reihen des Programms sind: Naturkunden, Fröhliche Wissenschaft, Batterien, Französische Bibliothek, punctum sowie die Asiathek.
Klassiker in Neuübersetzungen (Honoré de Balzac, Benjamin Constant, Michael Leiris u. a.) bestimmen das literarische Programm ebenso wie mit vielen Preisen ausgezeichnete Gegenwartsautoren aus Deutschland wie Frank Witzel, der 2015 für seinen Roman Die Erfindung der Roten Armee Fraktion durch einen manisch-depressiven Teenager im Sommer 1969 den Deutschen Buchpreis erhielt, Joshua Groß, Esther Kinsky, Philipp Schönthaler, Stefan Schütz, Matthias Senkel, Anna Weidenholzer oder Levin Westermann. Französische Gegenwartsautoren wie Emmanuel Carrère, Céline Minard, Éric Vuillard (Prix Goncourt 2017), Mathieu Riboulet bilden neben der russischen Literatur (u. a. Alexander Ilitschewski, Alexander Goldstein, Olga Slawnikowa) einen weiteren Schwerpunkt im literarischen Programm des Verlags. Hinzu kommen mehrbändige Werkausgaben von Autoren wie Gerhard Rühm, Warlam Schalamow, Jules Barbey d’Aurevilly, Jean-Henri Fabre und Henry David Thoreau.
Im umfangreichen geisteswissenschaftlichen Sachbuchprogramm mit den Schwerpunkten Philosophie, politische Theorie, Kunst- und Kulturwissenschaften erscheinen u. a. Jürgen Goldstein, der 2016 mit seinem Buch über Georg Forster den Leipziger Buchpreis gewann, Rebecca Solnit, Heike Behrend, Patrick Eiden-Offe, Fethi Benslama, Timothy Morton, Andreas Malm, Yuk Hui und Franco „Bifo“ Berardi.
Die Essay-Reihe „Fröhliche Wissenschaft“ erscheint seit 2007 und zählt inzwischen mehr als 150 Bände mit Texten u. a. von Byung-Chul Han, Peter Trawny, Marcus Steinweg, Hannah Arendt, Albrecht Koschorke, Roberto Simanowski, Judith Shklar, Alexander Pschera, Jean-Francois Billeter, Andreas Gehrlach, Luise Meier und Sophie Wahnich. Die Essays sind historische wie gegenwärtige Beiträge zu aktuellen politischen, philosophischen und gesellschaftlichen Debatten.
2013 erschienen die ersten Bände der von Judith Schalansky herausgegebenen Reihe „Naturkunden“: aufwendig gestaltete Bücher, die eine leidenschaftliche Erkundung der Natur vornehmen und damit den inhaltlichen Programmschwerpunkt Natur, Bewegung im Raum und Ökologie prominent markieren. Neben den in viele Sprachen übersetzten Tierporträts (Krähen, Esel, Wölfe, Schweine, Hirsche, Nashörner u. v. a.) erscheinen in der Reihe Klassiker des Nature Writing überwiegend aus dem englischsprachigen Raum (J. A. Baker, Robert Macfarlane, Nan Shepherd, Aldo Leopold u. v. a.) und Sachbücher ebenso wie Bildbände (Korbinian Aigner, Jean-Henri Fabre).
Die wichtigen Bücher des Programms erscheinen seit 2019 in günstigen Taschenbuchausgaben. Die Reihe „Paperback“ soll nach Angaben des Verlags bedeutende und relevante Texte für ein großes Publikum zugänglich machen.

## Auszeichnungen
- 2008: Kurt Wolff Preis der gleichnamigen Leipziger Stiftung für die Vielfalt klassischer und moderner Titel
- 2010: Prix de l’Académie de Berlin zum Engagement des Verlags für die französische Literatur – gemeinsam mit dem Pariser Verlag L’Arche Éditeur[19]
- 2012: Karl-Heinz Zillmer-Verlegerpreis für Andreas Rötzer[20]
- 2017: „Verleger des Jahres“ von der Fachzeitschrift Buchmarkt für Andreas Rötzer[21]
- 2019: Deutscher Verlagspreis
- 2020: Deutscher Verlagspreis als „herausragender Verlag“[22]
- 2022: Deutscher Verlagspreis (undotiertes Gütesiegel)

## Deutscher Preis für Nature Writing
Seit 2017 vergab der Verlag gemeinsam mit dem Bundesamt für Naturschutz, dem Bundesumweltamt und der Stiftung Nantesbuch den Deutschen Preis für Nature Writing, um ein neues deutschsprachiges literarisch-essayistisches Schreiben über Natur anzuregen.